# الا توماس
الا توماس (به انگلیسی: Ella Thomas) (زاده ۱۵ اوت ۱۹۸۱) بازیگر، مدل و تهیه‌کننده اریتره‌ای-آمریکایی است.
از کارهای معروف او می‌توان به بازی در فیلم نینا اشاره کرد.
.

## فیلم‌شناسی
فهرست برخی از فیلم‌هایی که الا توماس در آن‌ها به ایفای نقش پرداخته است:
- خفه‌کننده (۲۰۰۵)
- بدل‌ها (۲۰۰۹)
- نینا (۲۰۱۶)
- جاده ناامیدی (۲۰۲۳)
- سگ شب (۲۰۲۴)